# Greenfield Bus Body Company
Greenfield Bus Body Company, vorher C. R. Patterson, Son & Company und C. R. Patterson & Sons Company, war ein US-amerikanischer Hersteller von Fahrzeugen.

## Unternehmensgeschichte
Charles Richard Patterson wurde 1833 als Sklave in Virginia geboren und zog 1865 als freier Mann nach Greenfield in Ohio. Zunächst war er als Schmied tätig. 1893 gründete er die C. R. Patterson, Son & Company zur Kutschenherstellung. 1897 wurde daraus die C. R. Patterson & Sons Company. Sein Sohn Fred experimentierte ab 1902 mit Automobilen. Erst 1916 begann die Produktion von Automobilen. Der Markenname lautete Patterson-Greenfield. Soweit bekannt, war es der einzige US-amerikanische Automobilhersteller eines Afroamerikaners. 1919 endete die Kraftfahrzeugproduktion. Insgesamt entstanden zwischen 30 und 150 Personenkraftwagen. Laut einer Quelle existiert noch ein Fahrzeug.
Danach stellte das Unternehmen Aufbauten für Nutzfahrzeuge her. 1921 erfolgte die Umfirmierung in Greenfield Bus Body Company. Fred Patterson Jr. leitete das Unternehmen. 1938 wurde es aufgelöst.
1938 gab es eine Reorganisation als Gallia Body Company in Gallipolis in Ohio, die nur bis 1939 bestand.

## Kraftfahrzeuge

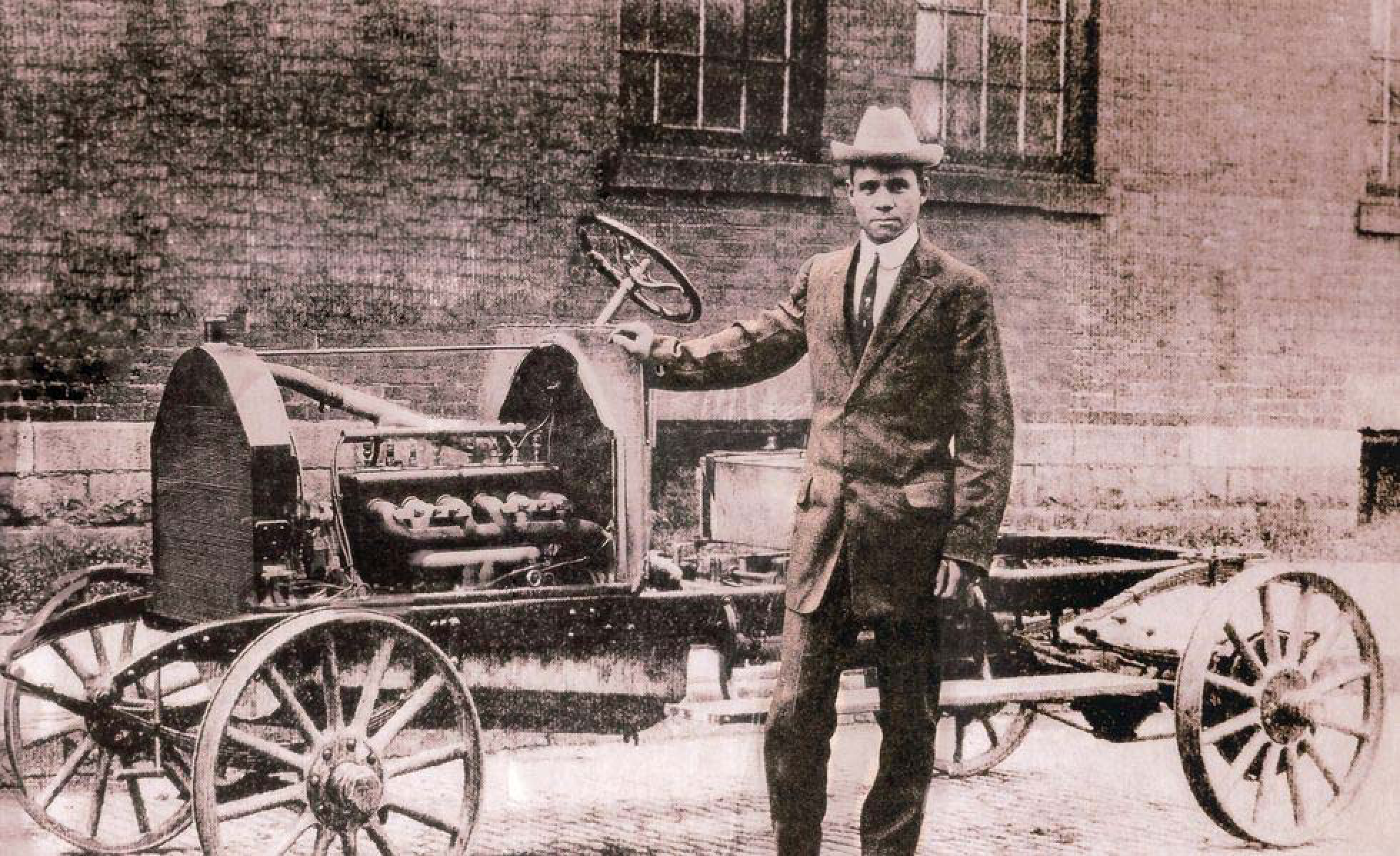
Patterson-Greenfield, auf 1915 datiert

Im Angebot stand nur ein Pkw-Modell. Es hatte einen Vierzylindermotor von der Continental Motors Company. Er leistete 30 PS. Zur Wahl standen Tourenwagen und Roadster. Der Neupreis betrug rund 850 US-Dollar.